# Dekanat Wolkersdorf
Dekanat Wolkersdorf – jeden z 16 dekanatów rzymskokatolickiej wchodzących w skład wikariatu Unter dem Manhartsberg archidiecezji wiedeńskiej w Austrii. W jego skład wchodzi 18 parafii. 

## Lista parafii
| Lp. | Miejscowość                              | Parafia                                        | Kościół                                                                | Grafika |
| --- | ---------------------------------------- | ---------------------------------------------- | ---------------------------------------------------------------------- | ------- |
| 1   | Gerasdorf bei Wien                       | Parafia Świętych Apostołów Piotra i Pawła      | Kościół Świętych Apostołów Piotra i Pawła w Gerasdorf bei Wien         |         |
| 2   | Groß-Engersdorf                          | Parafia Wniebowzięcia Najświętszej Maryi Panny | Kościół Wniebowzięcia Najświętszej Maryi Panny w Groß-Engersdorf       |         |
| 3   | Großebersdorf                            | Parafia św. Mikołaja                           | Kościół św. Mikołaja w Großebersdorf                                   |         |
| 4   | Unterolberndorf-Hautzendorf              | Parafia św. Lamberta                           | Kościół św. Lamberta w Unterolberndorf-Hautzendorf                     |         |
| 5   | Kronberg                                 | Parafia w Kronberg                             | Kościół w Kronberg                                                     |         |
| 6   | Manhartsbrunn                            | Parafia św. Antoniego Padewskiego              | Kościół św. Antoniego Padewskiego w Manhartsbrunn                      |         |
| 7   | Münichsthal                              | Parafia św. Jana Nepomucena                    | Kościół św. Jana Nepomucena w Münichsthal                              |         |
| 8   | Niederkreuzstetten                       | Parafia św. Jakuba Starszego                   | Kościół św. Jakuba Starszego w Niederkreuzstetten                      |         |
| 9   | Oberkreuzstetten                         | Parafia Nawiedzenia Najświętszej Maryi Panny   | Kościół Nawiedzenia Najświętszej Maryi Panny w Oberkreuzstetten        |         |
| 10  | Obersdorf                                | Parafia w Obersdorf                            | Kościół w Obersdorf                                                    |         |
| 11  | Pillichsdorf                             | Parafia św. Marcina                            | Kościół św. Marcina w Pillichsdorf                                     |         |
| 12  | Kronberg-Schleinbach                     | Parafia św. Piotra                             | Kościół św. Piotra w Kronberg-Schleinbach                              |         |
| 13  | Seyring                                  | Parafia św. Rozalii                            | Kościół św. Rozalii w Seyring                                          |         |
| 14  | Wolfpassing an der Hochleithen-Traunfeld | Parafia św. Jana Nepomucena                    | Kościół św. Jana Nepomucena w Wolfpassing an der Hochleithen-Traunfeld |         |
| 15  | Ulrichskirchen                           | Parafia św. Ulricha                            | Kościół św. Ulricha w Ulrichskirchen                                   |         |
| 16  | Unterolberndorf                          | Parafia św. Leonarda                           | Kościół św. Leonarda w Unterolberndorf                                 |         |
| 17  | Wolfpassing an der Hochleithen           | Parafia św. Mikołaja                           | Kościół św. Mikołaja w Wolfpassing an der Hochleithen                  |         |
| 18  | Wolkersdorf                              | Parafia św. Małgorzaty                         | Kościół św. Małgorzaty w Wolkersdorf                                   |         |